# José Pedro Machado Vieira

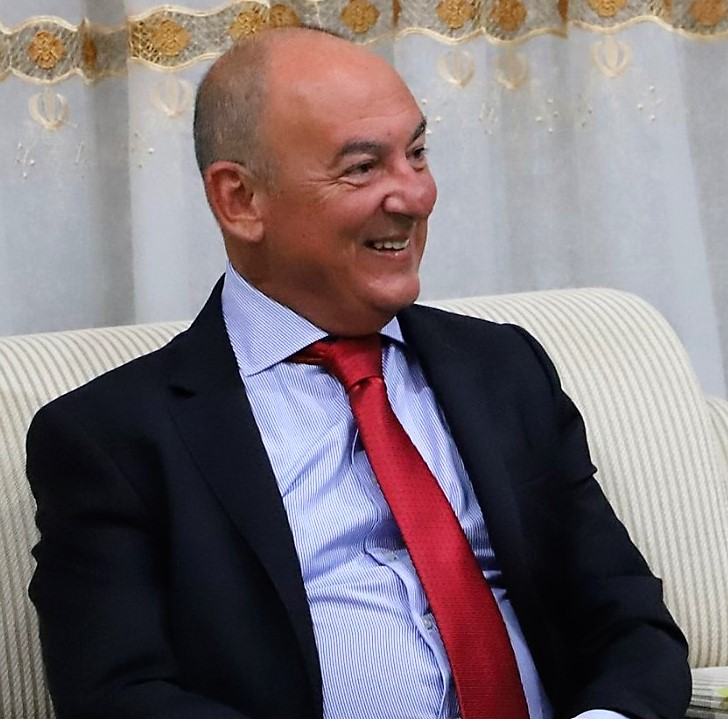
José Pedro Machado Vieira (2020)

José Pedro Machado Vieira (* 1959 in Angola) ist ein portugiesischer Diplomat.

## Werdegang
Der Jurist Vieira stammt aus Angola. Er war Abteilungsleiter bei der OSZE, Generaldirektor für multilaterale Angelegenheiten, abgestellt in die Direktion für institutionelle Dienste und bei der Ständigen Vertretung Portugals bei der NATO in Brüssel. Außerdem war Vieira Konsul in Santos (Brasilien) und Generalkonsul in Hamburg. Von 2014 bis 2017 war er Direktor für Dienstleistungen für Asien und Ozeanien in der Generaldirektion für Außenpolitik des Außenministeriums.
Am 22. August 2017 wurde Vieira vom portugiesischen Präsidenten Marcelo Rebelo de Sousa zum portugiesischen Botschafter in Osttimor ernannt. Seine Akkreditierung übergab Vieira an den osttimoresischen Präsidenten Francisco Guterres am 19. Januar 2018. 2021 wurde Maria Manuela Freitas Bairos als Vieiras Nachfolgerin in Dili ernannt.